# Папа Силвестар II
Папа Силвестер II (лат. Silvester II; Saint-Simon 940те - Рим, 12. мај 1003) је био 139. папа од 7. априла 999. до 12. маја 1003.